# Sestrouň
Sestrouň je vesnice, část města Sedlčany v okrese Příbram ve Středočeském kraji. Nachází se asi tři kilometry severovýchodně od Sedlčan. Částí města protéká Sestrouňský potok. Sestrouň je také název katastrálního území o rozloze 7,46 km². V katastrálním území Sestrouň leží i Hradišťko a Zberaz.

## Historie
První písemná zmínka o vesnici pochází z roku 1545.
Za druhé světové války se tehdejší ves stala součástí vojenského cvičiště Zbraní SS Benešov a její obyvatelé se museli 31. října 1943 vystěhovat.

## Obyvatelstvo
| Rok            | 1869 | 1880 | 1890 | 1900 | 1910 | 1921 | 1930 | 1950 | 1961 | 1970 | 1980 | 1991 | 2001 | 2011 | 2021 |
| -------------- | ---- | ---- | ---- | ---- | ---- | ---- | ---- | ---- | ---- | ---- | ---- | ---- | ---- | ---- | ---- |
| Počet obyvatel | 219  | 211  | 209  | 199  | 178  | 185  | 164  | 127  | 111  | 104  | 92   | 73   | 79   | 68   | 69   |
| Počet domů     | 32   | 32   | 32   | 32   | 31   | 31   | 32   | 31   | 31   | 29   | 25   | 30   | 33   | 34   | 36   |

## Obecní správa
Při sčítání lidu v letech 1850–1960 Sestrouň byla samostatnou obcí, se kterým patřila nejprve do okresu Sedlčany, ale od roku 1960 v okrese Příbram. Od 1. července 1960 je částí města Sedlčany v okrese Příbram. V letech 1850–1960 k obci patřily Hradišťko a Zberaz.

## Osobnosti
- Julius Firt (1897–1979), ředitel nakladatelství Melantrich
- Josef Jakoubek (1889–1939), český zápasník, olympionik